# 宇城氷川スマートインターチェンジ
宇城氷川スマートインターチェンジ（うきひかわスマートインターチェンジ）は、熊本県八代郡氷川町高塚の九州自動車道にあるスマートインターチェンジである。氷川高塚バスストップが併設されている、本線直結型のスマートインターチェンジとなっている。

## 道路
- E3 九州自動車道 (17-1番)

## 接続する道路
宇城氷川スマートICアクセス道路
- 国道3号側からは氷川町道｢吉本本山線｣[2]宇城氷川SICに接続。
- 熊本県道32号小川嘉島線側からは九州道橋脚付近から宇城市道｢学校・稲川線｣、氷川町道｢吉本本山線｣を経て宇城氷川SICに接続。

## 周辺
- 宇城市立小川小学校
- 三宝寺 (宇城市)
- イオンモール宇城
- JR九州・鹿児島本線「小川駅」
- 道の駅竜北

## 氷川高塚バスストップ
スマートIC設置に伴い、本線上にあった小川バスストップを移設し、氷川高塚バスストップと改称している。
移設当時は小川バスストップと同様、熊本 - 宮崎間の高速バス「なんぷう号」（九州産交バス・宮崎交通運行）が停車していたが、2017年10月1日のダイヤ改正で同路線が停車しなくなったため、停車する高速バスが消滅し休止されており、西日本高速道路の管理用施設に転用されている。

## 隣
E3 九州自動車道
(17)松橋IC - (17-1)宇城氷川SIC/氷川高塚BS - 宮原SA - (18)八代IC